# Самро (деревня)
Самро — деревня в Осьминском сельском поселении Лужского района Ленинградской области.

## История
Впервые упоминается в писцовых книгах Шелонской пятины 1498 года, как деревня Песье над озером Сумром, 1 двор помещичий в Сумерском погосте Новгородского уезда.
До 1660 года в деревне находилась деревянная Покровская  церковь.
В 1700 году в деревне останавливался Пётр I, во время похода на Нарву.
В 1737 году в деревне был освящён новый деревянный храм во имя Воскресения Христова, построенный на средства прихожан. Впоследствии церковь сгорела, но была восстановлена в 1756 году.
Как деревня Пасье она обозначена на карте Санкт-Петербургской губернии 1792 года, А. М. Вильбрехта.
Деревня Песье, состоящая из 36 крестьянских дворов, упоминается на карте Санкт-Петербургской губернии Ф. Ф. Шуберта 1834 года.

ПЕСЬЕ — село принадлежит её величеству, число жителей по ревизии: 128 м. п., 130 ж. п.; 

При нём: церковь деревянная во имя Воскресения Христова (1838 год)

В 1849 году при церкви была открыта церковно-приходская школа.
Как деревня Песье из 31 двора она отмечена на карте профессора С. С. Куторги 1852 года.

ПЕСЬЕ — деревня Гдовского её величества имения, по просёлочной дороге, число дворов — 41, число душ — 42 м. п. (1856 год)

ПЕСЬЕ — село удельное при озере Самро, число дворов — 60, число жителей: 151 м. п., 159 ж. п.

ПЕСЬЕ — погост при озере Самро, число дворов — 5, число жителей: 12 м. п., 10 ж. п.; Церковь православная. (1862 год)

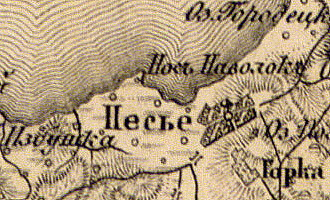
Деревня Самро на карте 1863 года

Согласно карте из «Исторического атласа Санкт-Петербургской Губернии» 1863 года село называлось Песье.
Сборник Центрального статистического комитета описывал его так:

ПЕСЬЕ — село бывшее удельное при озере Сомре, дворов — 47, жителей — 355; Церковь православная, лавка, постоялый двор. (1885 год)

В XIX — начале XX века село административно относилось к Старопольской волости 2-го земского участка 1-го стана Гдовского уезда Санкт-Петербургской губернии.
По данным «Памятной книжки Санкт-Петербургской губернии» за 1905 год село Песье и погост Песье образовывали Песейское сельское общество.
В 1909 году в селе была освящена новая каменная церковь во имя Вознесения Господня, построенная по проекту инженера Семёна Ивановича Андреева.
С 1917 по 1919 год деревня называлась Самро и входила в состав Осьминской волости Гдовского уезда.
С 1920 года, в составе Самровской волости.
С 1922 года, в составе Самровского сельсовета Осьминской волости Кингисеппского уезда.
С 1927 года, в составе Осьминского района.
По данным 1933 года деревня Самро являлась административным центром Самровского сельсовета Осьминского района, в который входили 5 населённых пунктов: деревни Горестицы, Замошье, Самро, Славянка, Шим, общей численностью населения 1109 человек.
По данным 1936 года в состав Самровского сельсовета входили 6 населённых пунктов, 239 хозяйств и 6 колхозов.
C 1 августа 1941 года по 31 января 1944 года деревня находилась в оккупации.
В 1957 году, деревянную церковь во имя Воскресения Христова снесли.
С 1961 года, в составе Самровского сельсовета Сланцевского района.
С 1963 года, в составе Рельского сельсовета Лужского района.
В 1965 году население деревни Самро составляло 122 человека.
По данным 1966, 1973 и 1990 годов деревня Самро также входила в состав Рельского сельсовета Лужского района.
В 1993 году, каменная церковь во имя Вознесения Господня сгорела.
По данным 1997 года в деревне Самро Рельской волости проживали 89 человек, в 2002 году — 94 человека (русские — 98 %).
В 2007 году в деревне Самро Осьминского СП проживали 76 человек.

## География
Деревня расположена в западной части района на автодороге 41К-020 (Сижно — Осьмино).
Расстояние до административного центра поселения — 18 км.
Расстояние до ближайшей железнодорожной станции Молосковицы — 75 км.
Деревня находится на восточном берегу озера Самро.

## Демография
| 1838 | 1862 | 1885 | 1965 | 1997 | 2007 | 2010 |
| ---- | ---- | ---- | ---- | ---- | ---- | ---- |
| 258  | ↗332 | ↗355 | ↘122 | ↘89  | ↘76  | →76  |
| 2017 |      |      |      |      |      |      |
| ↘69  |      |      |      |      |      |      |

## Улицы
Горная, Приозёрная.